# Nottingham Shire Hall
Nottingham Shire Hall var en civil parish fram till 1974, i grevskapet Nottinghamshire, i England. Denna civil parish hade 4 invånare år 1931.